# Alassane N'Diaye (football, 1990)
Ne doit pas être confondu avec Alassane N'Diaye (football, 1991).
Pour les articles homonymes, voir N'Diaye et Alassane N'Diaye.
Alassane N'Diaye, né à Audincourt (Doubs) le 25 février 1990, est un footballeur français évoluant au poste de milieu de terrain au Football Club de Vesoul, en National 3.

## Carrière
Après avoir été formé au FC Sochaux puis au club suisse du FC Alle, il rejoint l'Angleterre en 2008 où il poursuit sa formation au Crystal Palace FC avant d'être intégré à l'équipe professionnelle.
Entre 2022 et 2023, il joue au Football Club de Vesoul.